# Teredo fulleri
Teredo fulleri är en musselart som beskrevs av W. Clapp 1924. Teredo fulleri ingår i släktet Teredo och familjen skeppsmaskar. Inga underarter finns listade i Catalogue of Life.